# Víctor Morlán
Víctor Morlán Gracia, né le 9 mai 1947 à Huesca, est un fonctionnaire, avocat et homme politique espagnol membre du Parti socialiste ouvrier espagnol (PSOE).

## Biographie

### Débuts en politique
Membre du PSOE depuis 1978, il est nommé directeur du ministère des Travaux publics et de l'Urbanisme dans la province de Huesca en février 1983. Il est relevé de ses fonctions en octobre 1985 pour devenir délégué provincial de la députation générale d'Aragon.

### Député pendant17 ans
Pour les élections législatives anticipées du 22 juin 1986, il est investi à 39 ans tête de la liste du Parti socialiste dans la circonscription de Huesca.
À la suite des élections législatives anticipées du 6 juin 1993, il obtient le poste de premier vice-président de la commission des Infrastructures et de l'Environnement du Congrès des députés. Il se trouve désigné premier vice-président de la commission des Infrastructures après le scrutin anticipé du 3 mars 1996, sauf dans la période entre février et octobre 1998 où il est porte-parole du groupe socialiste au sein de cette même commission.
Il devient porte-parole socialiste à la commission parlementaire de l'Environnement après les élections législatives du 12 mars 2000. Au mois de décembre, il est nommé par Marcelino Iglesias secrétaire à l'Organisation du Parti des socialistes de l'Aragon-PSOE.

### Secrétaire d'État
Le 20 avril 2004, Víctor Morlán est nommé à 56 ans secrétaire d'État aux Infrastructures et à la Planification du ministère de l'Équipement sous l'autorité de Magdalena Álvarez. Il démissionne dix jours plus tard du Congrès. Bien qu'il soit réélu à l'occasion des élections législatives du 9 mars 2008, il n'exerce pas son mandat puisqu'il est désigné le 15 avril suivant secrétaire d'État à la Planification et aux Relations institutionnelles du ministère de l'Équipement.
Après une réorganisation ministérielle, il se voit confier le poste de secrétaire d'État à la Planification et aux Infrastructures par le nouveau ministre de l'Équipement, José Blanco, le 18 avril 2009.

### Fin de vie politique
Il est élu une dernière fois député de Huesca aux élections législatives anticipées du 20 novembre 2011. Il est relevé de ses fonctions administratives le 24 décembre suivant après que le PSOE a perdu le pouvoir.
Il devient en janvier 2012 porte-parole socialiste à la commission de l'Équipement, puis deuxième vice-président de la commission de l'Emploi et de la Sécurité sociale en mars suivant. Il abandonne au même moment ses fonctions au sein de la direction du PSOE d'Aragon. Il ne se représente pas aux élections législatives du 20 décembre 2015 et quitte la vie politique.